# عنترة تشودهاري
عنترة تشودهاري (بالإنجليزية: Antara Chowdhury)‏ هي مغنية هندية، ولدت في 23 أكتوبر 1991 في كلكتا في الهند.

## وصلات خارجية
- الموقع الرسمي
- عنترة تشودهاري على موقع IMDb (الإنجليزية)
- عنترة تشودهاري على موقع ميوزك برينز (الإنجليزية)